# 長浜 (横浜市)
長浜（ながはま）は、神奈川県横浜市金沢区の町名。長浜一・二丁目は住居表示実施済みで、丁目を設けていない部分は住居表示未実施である。

## 地理
金沢区東部の丘陵地に位置する。京急本線能見台駅にほど近い北東の住宅地は長浜一・二丁目、残る部分は丁目が設けられていない。北は富岡東、東は並木、南は柴町、西は西柴および堀口に接する。東側は1970年代から1980年代にかけて埋め立てられる以前は海岸線に面していた。旧海岸線沿いに長浜公園および長浜野口記念公園として緑地化されている。長浜野口記念公園は横浜検疫所長浜措置場の跡地で、事務所棟を改築した横浜市長浜ホールや、野口英世が勤務した旧細菌検査室が保存されている。町の南部には在日米軍小柴貯油施設があったが2005年に日本国に返還され、横浜市により公園とする計画が進められている。

### 面積
面積は以下の通りである。
| 大字・丁目 | 面積（km²） |
| ---------- | ----------- |
| 長浜       | 0.815       |
| 長浜一丁目 | 0.087       |
| 長浜二丁目 | 0.149       |
| 計         | 1.051       |

### 地価
住宅地の地価は、2025年（令和7年）1月1日の公示地価によれば、長浜1-8-14の地点で19万2000円/m²となっている。

## 歴史
長浜の地名は戦国時代から見られ、金沢文庫に所蔵されている古文書「鏡心日記」の1484年（文明16年）8月17日条に「長浜へ参下向」との記述がある。町名としての長浜は、1939年（昭和14年）7月1日に横浜市磯子区金沢柴町および同金沢洲崎町の一部から新設。町名は、柴から富岡にかけての長い浜からつけられた。1948年に、磯子区から金沢区が分離されたことにより金沢区長浜となる。1952年に、埋立地を編入。1971年から1988年にかけて金沢地先埋立事業が行われ、当地の東側の水域が埋め立てられた。1986年7月21日に長浜・西柴・堀口の各一部から長浜一丁目および長浜二丁目が新設されるとともに、その部分について住居表示が実施された。
1895年（明治28年）に三浦郡長浦(現：横須賀市長浦)から移転した検疫施設は約83000m²の敷地を持ち、迎賓館などを備えていたが、1952年に大さん橋近くに機能を移し、廃墟化していった。横浜市は1993年にこの敷地と一部の建物を取得。1997年に長浜野口記念公園および横浜市長浜ホールとして開園した。
第二次世界大戦前に日本海軍により設けられた貯油施設は1948年に在日米軍に接収され、2005年に日本国に返還された。その間の1981年10月13日にはタンクの爆発を起こし、長浜の町域を中心に536世帯に被害が生じている。

### 沿革
- 1939年（昭和14年）7月1日 - 町界町名地番整理事業に伴い、金沢柴町、金沢洲崎町の各一部から長浜を新設する[12]。
- 1948年（昭和23年）5月15日 - 行政区の再編に伴い、磯子区の一部から金沢区を新設し、横浜市金沢区長浜となる[13]。
- 1977年（昭和52年）1月10日 - 埋立地を編入する[14]。
- 1983年（昭和58年）7月18日 - 住居表示の実施（金沢区富岡東部地区）[15]に伴い、一部を新設された富岡東六丁目に編入する[16]。
- 1986年（昭和61年）7月21日 - 住居表示の実施（金沢区西柴・片吹地区）[17]に伴い、長浜の一部から長浜一丁目、長浜二丁目を新設し住居表示を実施する。長浜の一部を新設された西柴二丁目に編入する[18]。
- 2000年（平成12年）10月23日 - 住居表示の実施（金沢区堀口地区）[19]に伴い、長浜の一部を堀口へ編入し、堀口の一部を長浜一丁目に編入する[20]。
- 2006年（平成18年）3月4日 - 土地改良事業に伴い、柴町との境界を変更する[21]。

## 世帯数と人口
2025年（令和7年）6月30日現在（横浜市発表）の世帯数と人口は以下の通りである。
| 大字・丁目 | 世帯数    | 人口    |
| ---------- | --------- | ------- |
| 長浜       | 169世帯   | 434人   |
| 長浜一丁目 | 499世帯   | 1,184人 |
| 長浜二丁目 | 774世帯   | 1,708人 |
| 計         | 1,442世帯 | 3,326人 |

### 人口の変遷
国勢調査による人口の推移。
| 年                 | 人口  |
| ------------------ | ----- |
| 1995年（平成7年）  | 3,173 |
| 2000年（平成12年） | 3,155 |
| 2005年（平成17年） | 3,377 |
| 2010年（平成22年） | 3,349 |
| 2015年（平成27年） | 3,318 |
| 2020年（令和2年）  | 3,304 |

### 世帯数の変遷
国勢調査による世帯数の推移。
| 年                 | 世帯数 |
| ------------------ | ------ |
| 1995年（平成7年）  | 1,186  |
| 2000年（平成12年） | 1,154  |
| 2005年（平成17年） | 1,248  |
| 2010年（平成22年） | 1,310  |
| 2015年（平成27年） | 1,304  |
| 2020年（令和2年）  | 1,342  |

## 学区
市立小・中学校に通う場合、学区は以下の通りとなる（2024年11月時点）。
| 大字・丁目 | 番地                                                    | 小学校                 | 中学校             |
| ---------- | ------------------------------------------------------- | ---------------------- | ------------------ |
| 長浜       | 6番地 94番地 106番地の9 107番地 114番地                 | 横浜市立並木第四小学校 | 横浜市立並木中学校 |
| 長浜       | 106番地の6・8                                           | 横浜市立並木中央小学校 | 横浜市立並木中学校 |
| 長浜       | 1〜5番地 7〜93番地 95〜105番地 108〜113番地 115番地以降 | 横浜市立西柴小学校     | 横浜市立西柴中学校 |
| 長浜一丁目 | 全域                                                    | 横浜市立西柴小学校     | 横浜市立西柴中学校 |
| 長浜二丁目 | 全域                                                    | 横浜市立西柴小学校     | 横浜市立西柴中学校 |

## 事業所
2021年（令和3年）現在の経済センサス調査による事業所数と従業員数は以下の通りである。
| 大字・丁目 | 事業所数 | 従業員数 |
| ---------- | -------- | -------- |
| 長浜       | 5事業所  | 127人    |
| 長浜一丁目 | 3事業所  | 6人      |
| 長浜二丁目 | 5事業所  | 15人     |
| 計         | 13事業所 | 148人    |

### 事業者数の変遷
経済センサスによる事業所数の推移。
| 年                 | 事業者数 |
| ------------------ | -------- |
| 2016年（平成28年） | 8        |
| 2021年（令和3年）  | 13       |

### 従業員数の変遷
経済センサスによる従業員数の推移。
| 年                 | 従業員数 |
| ------------------ | -------- |
| 2016年（平成28年） | 71       |
| 2021年（令和3年）  | 148      |

## 施設
横浜市長浜ホール

## その他

### 日本郵便
- 郵便番号 : 236-0011[3]（集配局：横浜金沢郵便局[31]）

### 警察
町内の警察の管轄区域は以下の通りである。
| 町丁・丁目 | 番・番地等 | 警察署     | 交番・駐在所   |
| ---------- | ---------- | ---------- | -------------- |
| 長浜       | 一部       | 金沢警察署 | 柴町駐在所     |
| 長浜       | 一部       | 金沢警察署 | 能見台駅前交番 |
| 長浜一丁目 | 全域       | 金沢警察署 | 能見台駅前交番 |
| 長浜二丁目 | 全域       | 金沢警察署 | 能見台駅前交番 |